# Collembola
Collembola gồm các loài động vật Chân khớp có tên là bọ đuôi bật (tiếng Anh: Springtail). Nó tạo thành nhóm lớn nhất trong ba nhóm thuộc phân ngành Sáu chân hiện đại không còn được xem là côn trùng (hai nhóm còn lại là bộ Protura và bộ Diplura). Mặc dù ba nhóm này đôi khi được nhóm lại với nhau thành một lớp được gọi là Entognatha vì chúng có bộ phận miệng bên trong, chúng dường như không có họ hàng chặt chẽ với nhau hơn so với tất cả các loài côn trùng có bộ phận miệng bên ngoài.

## Đặc điểm
Trong quá trình tiến hóa, một số cộng đồng Collembola phát triển một khả năng đặc biệt, chúng có thể điều chỉnh tập tính sinh sản khi đối mặt với thay đổi môi trường hoặc xã hội đột ngột. Qua nhiều thời kỳ đẻ trứng, con cái có thể thay đổi số lượng và kích thước trứng để con con sinh ra có nhiều khả năng sống sót trong điều kiện môi trường mới.
Trong môi trường giàu thức ăn, con cái thường đẻ số lượng trứng lớn hơn nhưng kích thước nhỏ hơn. Trong môi trường có tính cạnh tranh cao, số lượng cá thể nhiều trong khi thức ăn khan hiếm hơn, số lượng trứng sẽ ít hơn nhưng to hơn về kích thước, từ đó cho phép những con mới sinh có nhiều cơ hội sống sót cao hơn trong điều kiện khó khăn.
Tính linh động đó tạo nên khả năng thích nghi cao, tuy nhiên các nhà khoa học cho biết những dòng Collembola có tính linh động cao nhất thường có tuổi thọ ngắn nhất. Ở loài vật này, hai chiến lược sinh tồn song song tồn tại: sinh sản linh động với cái giá phải trả là tuổi đời ngắn hơn, hoặc kéo dài vòng đời nhưng không có khả năng điều chỉnh sinh sản. So sánh giữa hai chiến lược này, tách biệt từ giai đoạn đầu của lịch sử tiến hóa của loài vật, cho thấy quá trình lão hóa nhanh hơn là kết quả của sự đẩy mạnh sinh sản, và mức độ linh động cũng như tiềm năng di truyền trong sinh sản.